# Кабрини, Франциска Ксаверия
Франци́ска Ксаве́рия Кабрини (итал. Francesca Saverio Cabrini), или Фрэ́нсис За́вьер Кабри́ни (англ. Frances Xavier Cabrini, лат. Francisca Xaveria Cabrini; 15 июля 1850[…], Сант-Анджело-Лодиджано, Ломбардо-Венецианское королевство — 22 декабря 1917[…], Чикаго, Иллинойс) — святая Римско-Католической Церкви, монахиня. Основательница монашеской конгрегации Сёстры Святейшего Сердца Иисуса. Покровительница эмигрантов.

## Биография
Франциска Ксаверия Кабрини родилась в многодетной семье, в которой было 13 детей. В 11 лет дала личный обет целомудрия. С раннего детства она мечтала стать миссионеркой.
В 1863 году поступила учиться в колледж «Дочери Святого Сердца Иисуса» в Милане. В 1868 году сдаёт экзамен в педагогическое училище, но из-за слабого здоровья оставляет учёбу. Она пытается поступить в монастырь, но, получив отказ, возвращается домой, где вместе с сестрой Розой посвящает себя бедным и больным.
По совету своего духовного отца в 1869 году отправляется в Кодоньо (Ломбардия), в монашеский дом, сёстры которого управляли сиротским приютом. Здесь Франциска Ксаверия Кабрини ведёт преподавательскую деятельность. Вскоре она становится настоятельницей этого монашеского дома.
14 июля 1880 году основывает новый монашеский дом, который стал основой новой конгрегации, которая впоследствии стала называться «Сёстры миссионерки Святейшего Сердца Иисуса». С 1882 года конгрегация, основанная Франциской Ксаверией, начинает распространяться в Италии. 12 марта 1888 года Святым Престолом был утверждён устав данной конгрегации.
31 марта 1889 года Франциска Ксаверия вместе с другими сёстрами прибывает в Нью-Йорк, США, где начинает работать с итальянскими эмигрантами. Она открывает первый монашеский дом для работы с детьми-сиротами.
В 1891 году основывает колледж в Гранаде, в 1892 году — приют и школу в Новом Орлеане и Бруклине, в Нью-Йорке — больницу «Клиника Колумбус». В 1893 году она открывает колледжи в Риме и Генуе. Начиная с 1895 года путешествует по миру и открывает многочисленные образовательные и медицинские учреждения в Буэнос-Айресе, Париже, Чикаго, Мадриде, Милане, Лондоне, Нью-Джерси, Сиэтле, Лос-Анджелесе.
22 декабря 1917 года Франциска Ксаверия умирает, оставив после себя 67 монашеских домов и 3000 сестёр, поступивших в её конгрегацию.

## Почитание
Франциска Ксаверия Кабрини была беатифицирована 13 ноября 1938 года папой Пием XI и канонизирована 7 июля 1946 года папой Пием XII. В Римском мартирологе днём её памяти указано 22 декабря — день её смерти, однако в США память святой совершается 13 ноября — в день беатификации.

## Память
В честь Франциски Кабрини был назван микрорайон в Чикаго, изначально заселённый итальянскими эмигрантами.